# Ambia phobos
Ambia phobos là một loài bướm đêm trong họ Crambidae.